# Geschiedenis van Basel-Landschaft

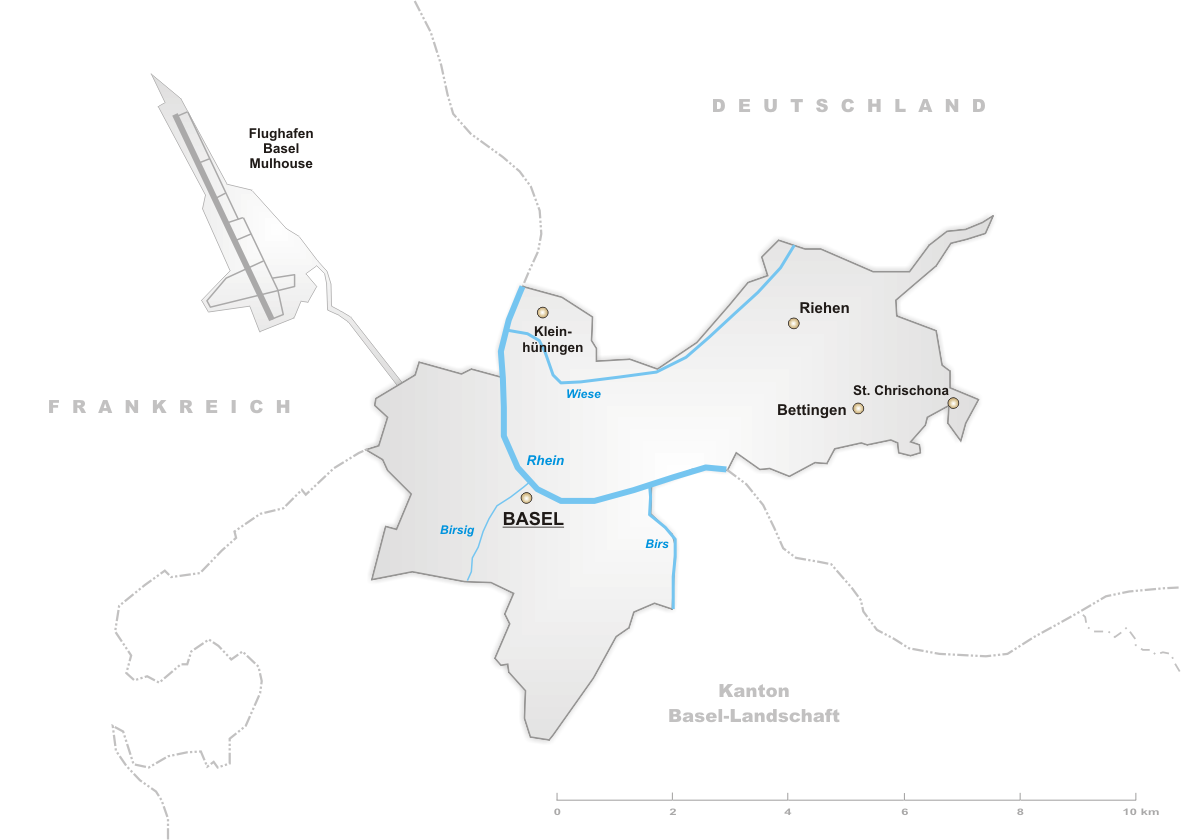
Ligging van het kanton Bazel-Stad

Dit artikel gaat over de Geschiedenis van de halfkantons Bazel-Stad (Basel-Stadt) en Basel-Landschaft (Bazel-Landschap). Voor meer informatie over de gelijknamige stad, zie: Bazel.

## Het ontstaan van dekantonsBazel-Stad en Basel-Landschaft
Het huidige kanton Bazel-Stad (vroeger een halfkanton genoemd) is ontstaan in 1833, tot die tijd vormde het met het huidige kanton Basel-Landschaft (eveneens in het verleden een halfkanton genoemd) het kanton Bazel, dat van 1501 tot 1833 als ondeelbaar kanton bestond.
Tot aan de opdeling van het kanton lag het bestuur in handen van een Grote Raad (kantonsparlement) en een Regeringsraad (uitvoerende macht). Beiden werden gedomineerd door inwoners van de stad Bazel, terwijl de invloed van de Baselbieter (bewoners van het platteland) gering was. De Baselbieter hadden achterstelling ten opzichte van de stad altijd geaccepteerd, maar door de ideeën van de Verlichting wilde de plattelandsbevolking geëmancipeerd worden. De machthebbers uit de stad waren tegen de emancipatie van de plattelanders, omdat dit hun machtspositie in gevaar bracht. Als gevolg hiervan radicaliseerde de plattelandsbevolking.
Op 18 oktober 1830 vergaderden 25 Baselbieter in Bad Bubendorf onder leiding van Stephan Gutzwiller en stelden een brief op gericht aan het bestuur van het kanton waarin gelijke rechten voor de Baselbieter werden geëist. De regering ging echter niet op de eisen van de Baselbieter in waarna de situatie escaleerde. In Liestal werd een tegenregering gevormd. Deze tegenregering stond de verstrekking van wapens aan 3000 Baselbieter toe. De regering van het kanton Bazel zond daarop op 16 januari 1831 een leger naar Liestal en bezette de stad. Het opstandelingenleger dat uit Liestal was verdreven bedreigde daarop de steden Gelterkinden, Reigoldswil, Anwil en Bubendorf, die de kantonnale regering loyaal gebleven waren. Na enige tijd verliet het bezettingsleger Liestal weer.
Gedurende de jaren 1832/1833 kwam het geregeld tot schermutselingen tussen opstandige Baselbieter en regeringstroepen. Op 3 augustus 1833 rukte een regeringsleger van 1200 man met 14 kanonnen op naar Liestal, dat inmiddels weer door de opstandelingen werd bestuurd, om het opstandelingenleger aan te vallen. Echter, bij Hülfenschanz (tussen Pratteln en Frenkendorf), stonden de regeringstroepen voor een veel groter opstandelingen en blies men de aftocht. Tijdens hun terugtocht leden de regeringstroepen zware verliezen. Tegen de avond waren de regeringstroepen weer in Bazel. Tijdens de 11 uur durende burgeroorlog lieten 60 regeringssoldaten het leven. Drieëndertig van hen liggen begraven op het kerkhof van de kerk van Muttenz. De grafopschriften zijn vandaag de dag nog steeds leesbaar.

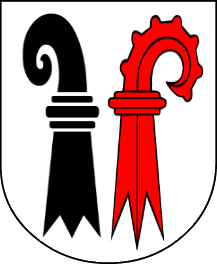
Inofficiële wapen van het kanton Bazel

Wapen van het kanton Bazel-Stad

De Tagsatzung, de vergadering van afgevaardigden van de Zwitserse kantons, vond dat er zo spoedig mogelijk een oplossing moest worden gevonden. De Tagsatzung besloot dat het aloude kanton Bazel in tweeën moest worden opgedeeld. De twee halfkantons Basel-Landschaft en Bazel-Stad (Basel-Stadt, tot 1847 Basel-Stadttheil) waren een feit. Bazel-Stad werd gevormd uit de stad Bazel en de drie gemeenten Riehen, Bettingen en Kleinhüningen. De rest van het kanton - het grootste deel - vormde Basel-Landschaft.
Voor de verdeling van het gezamenlijke eigendom werd een arbitrair hof ingesteld. Dit werd een delingscommissie bestaande uit ieder vijf afgevaardigden voor de nieuwe halfkantons. Tevens namen nog twee afgevaardigden uit andere kantons zitting en werd een voorzitter aangesteld. Bijna anderhalf jaar had de commissie nodig om de bezittingen te verdelen. Op 21 april 1935 werd het proces officieel afgesloten en een document ondertekend. Een van de belangrijkste bezittingen die werd verdeeld was de kerkschat van het bisdom Bazel. 64% van de schat kwam in handen van Bazel-Landschap en 36% kwam in handen van Bazel-Stad. Daar Bazel-Landschap al snel in de financiële problemen kwam, werd het grootste deel van de schat verkocht en zo raakte het verspreid over de hele wereld.
Aan het eind van de jaren vijftig van de negentiende eeuw werden de vestingwerken van Bazel-Stad - mogelijk gezamenlijk eigendom van de halfkantons - gesloopt. Het land dat vrijkwam werd verkocht. Het geld kwam volledig in handen van Bazel-Stad, waarop Bazel-Landschap een rechtszaak begon. In 1862 oordeelde de rechter dat het vrijgekomen land uitsluitend tot het halfkanton Bazel-Stad toebehoorde.

## Van1833tot de Sonderbund-oorlog
De leiding van Bazel-Stad had verwacht dat de opdeling van het kanton slechts tijdelijk zou zijn en dat financiële problemen in Bazel-Landschap aan de rand van de afgrond zouden brengen en hierdoor de hereniging niet lang op zich zou wachten. Inderdaad kampte Bazel-Landschap met financiële problemen, maar het halfkanton wist zich staande te houden. Terwijl in Bazel-Landschap radicale liberalen aan de macht waren, werd Bazel-Stad bestuurd door conservatieven en conservatief-liberalen. Tot aan de Sonderbund-oorlog werd de Kleine Raad (Regeringsraad) van het kanton Bazel-Stad gedomineerd door Karl Burckhardt en Johann Rudolf Frey die steeds om de beurt voor een jaar het Bürgermeisterschap (voorzitterschap van de Regeringsraad) vervulden.
Tijdens Sonderbund-oorlog vocht het kanton Bazel-Stad aan de zijde van regeringstroepen tegen de rooms-katholieke, landelijke kantons. In 1848 werd Bazel-Stad een van de kantons van de nieuwe Bondsrepubliek Zwitserland.

## Democratie
In 1863 brak de democratische beweging door in het kanton Bazel-Landschap. De democratische beweging in Bazel-Landschap streefde niet alleen volledige volkssoevereiniteit na, maar ook uitgebreide sociale voorzieningen. In 1850, 1863 en in 1892 volgden herzieningen van de kantonsgrondwet ten gunste van de democratische beweging. Binnen de liberale beweging ontstond echter wel beroering over de hervormingen, de zogenaamde Antirevisionisten waren tegenstanders van de verdere uitbouw van de democratie, terwijl de Revisionisten daar wel voor waren.

## Herenigingspogingen
Omstreeks 1900 begonnen delen van het kanton geïndustrialiseerd te worden. Eenzelfde proces voltrok zich in het kanton Bazel-Stad. Rond diezelfde tijd bloeide de beweging op die naar hereniging van de twee halfkantons streefde. Ofschoon de beweging in de daaropvolgende decennia groeide, kwam het nooit tot een hereniging. In 1969 wees de bevolking van Bazel-Landschap in een referendum de herenigingsplannen af. Het feit dat een hereniging er niet in zat, betekende niet dat de twee halfkantons niet nauw zouden samenwerken, integendeel, er zijn diverse samenwerkingsverdragen tussen de twee halfkantons gesloten. In 1976 werd op initiatief van beide halfkantons de Universiteit van Bazel opgericht.
In het begin van de 20e eeuw groeide de Sociaaldemocratische Partij (SP) in het kanton Bazel-Landschap. De SP trad toe tot de Regeringsraad van Bazel-Landschap en in 1929 werd Jakob Mosimann de eerste sociaaldemocratische voorzitter van de Regering van Bazel-Landschap; het monopolie van de liberale FDP in Bazel-Landschap was gebroken. In juli 1940 werd Hugo Gschwind de eerste voorzitter van de Regering van de Conservatieve Partij (dat wil zeggen Rooms-katholieke partij). Vanaf de jaren 30 nam ook de invloed van de Boerenpartij toe. De naam van deze partij werd in de 1936 gewijzigd in Partij van Boeren, Middenstanders en Burgers en sloot zich aan bij de federale partij die dezelfde naam droeg, de voorloper van de huidige Zwitserse Volkspartij (SVP).
Elisabeth Schneider-Kenel (CVP), die van 1 juli 1998 tot 30 juni 1999, van 1 juli 2002 tot 30 juni 2003 en van 1 juli 2005 tot 30 juni 2006 voorzitter van de Regering was geweest, is tot nu toe (2006) de enige vrouw die dit ambt heeft bekleed.

## Toevoeging vanLaufentalbij het halfkanton

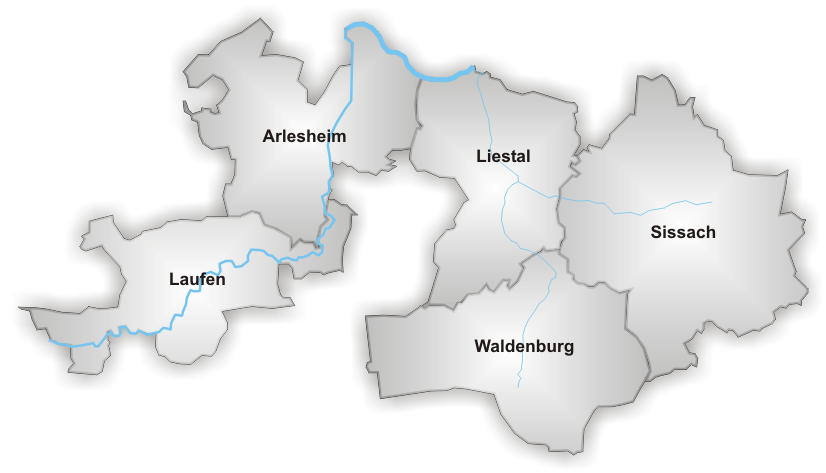
De districten van Bazel-Landschap

In 1994 stemden de inwoners van Laufental, een district van het kanton Bern, bij referendum, vóór aansluiting bij Bazel-Landschap. Toen in 1979 de Jura zich van het kanton Bern en het kanton Jura werd gevormd, bleef Laufental deel uitmaken van Bern. Laufental, dat als een enclave in Jura lag, was geïsoleerd van de rest van Bern. De bewoners van Laufental waren allerminst gelukkig met de situatie en in 1994 volgde het referendum.